# اولکس (شهر)
اولکس (به ایتالیایی: Oulx) یک کومونه در ایتالیا است که در استان تورین واقع شده‌است. اولکس ۹۹٫۹ کیلومتر مربع مساحت و ۳٬۲۰۹ نفر جمعیت دارد و ۱٬۱۰۰ متر بالاتر از سطح دریا واقع شده‌است.

## خواهرخوانده
شهر Saint-Donat-sur-l'Herbasse خواهرخواندهٔ اولکس هست.